# Патриотични европейци срещу ислямизацията на Запада
Патриотични европейци срещу ислямизацията на Запада (на немски: Patriotische Europäer gegen die Islamisierung des Abendlandes, PEGIDA; на английски: Patriotic Europeans Against the Islamization of the West) е движение в Германия, основано в Дрезден от Луц Бахман и негови сподвижници през октомври 2014 година, чиято цел е борбата с това, което движението смята за „ислямизация на Запада“. Някои наблюдатели смятат, че обещанията на PEGIDA за бързи и лесни решения за проблемите на Германия и опростенческия поглед сами по себе си са достатъчно опасни.
През януари 2015 г. Бахман подава оставката си като лидер на PEGIDA, след като в общественото пространство се появява негова снимка, на която той е дегизиран като Адолф Хитлер.
ПЕГИДА организира демонстрации всяка седмица, започнали на 20 октомври 2014 г. в Дрезден срещу ислямизацията и за запазване на традиционните ценности. Поддръжниците на PEGIDA се определят като патриоти, които са загрижени за разводняването на германската християнска култура и ценности.
След сексуалните посегателства срещу жени по време на Новогодишните празници в Кьолн и в други градове в Германия и в Западна Европа, прикрити за известно време от полицията, подкрепата на движението се разраства.

## Политически позиции
Към ноември 2014 г., позициите на движението, познати от листовки, раздавани по митингите, са:
- управляване на имиграцията чрез точкова система, по примера на Канада;
- последователна политика за депортиране на имигрантите;
- „нулева толерантност“ към нарушителите имигранти;
- засилен контрол при повторно влизане в страната;
- запазване и защита „на идентичността на юдео-християнската западна култура“[14]

Към началото на декември 2014 г., PEGIDA публикува анонимна и недатирана листовка с 19 точки, които представляват позициите на движението.

## Противници
В новогодишното си обръщение за настъпването на 2015 г., канцлерът Ангела Меркел казва относно демонстрациите на ПЕГИДА: „Казвам на всички онези, които отиват на тези демонстрации: не следвайте тези, които призовават да участвате в тях! Защото много често сърцата им са пълни с предразсъдъци, студенина и дори омраза“ и призовава немските граждани да не се оставят да бъдат експлоатирани от екстремисти и ксенофоби. В социалните мрежи несъгласни с ПЕГИДА започват да прилагат и рекламират различни начини срещу симпатизиращите и участващите в движението. Сред активните членове на движението има цветнокожи, че няма как да му се вмени антисемитизъм защото то ясно заявява, че защитава не само християните, но и юдеите, а например на 22 декември в Patriotische (PEGIDA) March участват и хора от други европейски нации, имат думата оратори дошли от Франция, а участниците развяват наред с немските и норвежки, руски, унгарски и други знамена на европейски нации.
На 5 януари 2015 г. вечерта ръководството на катедралата в Кьолн спира осветлението на катедралата за времето на демонстрацията, въпреки че движението се обявява за защитник на традиционните християнски ценности. По подобен начин в Берлин е спряно осветлението на телевизионната кула и Бранденбургската врата, а в Дрезден е спряно осветлението на завода на Фолксваген. Бившите канцлери Хелмут Шмит и Герхард Шрьодер се противопоставят на движението. Министърът на правосъдието, Хайко Маас, участва в контрадемонстрация в Берлин.
На 12 януари в Лайпциг срещу около 25 000 души от ПЕГИДА се изправят около 9000 контрадемонстранти.

## Произход и развитие
Сред причините за появата на PEGIDA са анти-американските тенденции в германското общество и това, което протестиращите считат за „ислямизация на Западния свят“.
Според полицейски данни, движението се разраства от под хиляда души през октомври до 17 500 през януари. През февруари се провеждат две демонстрации, всяка с под 5000 души. За сравнение, още първата анти-ПЕГИДА манифестация през януари събира 35 000 души.
Кристиан Ворх, основател и лидер на неонацистката партия Десните (Die Rechte), заявява на 1 декември 2014 г. по тази тема: „HOGESA в Кьолн и Хановер, PEGIDA в Дрезден и демонстрациите Nein zum Heim в понеделник в Берлин доказаха, че обикновените граждани не се страхуват повече и се обединяват с радикалните сили.“

## Подобни движения в други градове
Подобни на PEGIDA движения се появяват и в други градове.
- Bagida в Бавария,
- Bogida в Бон,
- Dagida в Дармщат ,
- Dügida в Дюселдорф ,
- Kögida в Кьолн,
- Legida в Лайпциг ,
- Wügida в Вюрцбург ,
- Kagida в Касел
- Bärgida в Берлин

Bogida, според съобщения в медиите, е подпомагана от активисти на крайно дясна фракция NRW на Melanie Dittmer и HoGeSa – Karl-Michael Merkle.Dügida е основана от Alexander Heumann, който говори през ноември 2014 г. на митинга HoGeSa в Хановер, на движението за граждански права на коренното европейско население „Pax Europa“, и на „Патриотична платформа“ (дясно крило AFD в Северен Рейн-Вестфалия). В Dügida и Kagida според федералното правителство има и активисти на крайнодесни партии като Die Rechte, NPD-NRW и Pro NRW. Но те са само няколкостотин души сред десетките хиляди, които участват. Legida на 12 януари 2015 г. има първа проява. Основана от члена на AFD Felix Koschkar, което също е анти-ислямска и крайно десните „Идентитет“ (Identitären) и „Патриотична платформа“ (Patriotische Plattform). Антиислямистът Hans-Thomas Tillschneider, член на държавния съвет на AFD в Саксония, вижда себе си като консултант Legida. На 12 януари 2015 г. групата Bärgida за втори път излиза демонстрация в Берлин. Организатор е Karl Schmitt, който преди е принадлежал на националното ръководство на партията „Die Rechte“ и на „Pax Europa“ които са антиислямистки активни.
Според проучване на Emnid в средата на декември 2014 г. 53% от източногерманците и 48% от западногерманците проявяват причастност и разбиране към демонстрациите на PEGIDA. а в проучване германския институт „Форса“ се установява, че 27 милиона немци заявяват директно, че ги подкрепят.
Движението бързо набира скорост и се разраства в цяла Европа, негови и поддържащи го структури до първите дни на януари 2015 г. са учредени в:
- Австрия,
- Белгия,
- България,
- Великобритания,
- Дания,
- Италия,
- Испания,
- Норвегия,
- Португалия
- Финландия,
- Франция,
- Холандия,
- Чехия
- Швейцария,
- Швеция.